# Carda de paraire
La carda de paraire (Dipsacus laciniatus) és una espècie de planta amb flors del gènere Dipsacus, dins la família de les caprifoliàcies, es una planta nativa d'Europa i l'Àsia central i de l'Oest.
Addicionalment pot rebre el nom d'escardot.
Semblant en característiques i propietats a la Dipsacus fullonum, creix en praderies, terrenys erms i vores de rius. És natural de l'Àsia temperada; i de molts parts d'Europa: Albània, Àustria, Itàlia, França i Alemanya.

## Taxonomia
Aquest gènere va ser publicat per primer cop l'any 1753 a l'obra Species Plantarum de Carl von Linné (1707-1778).

### Sinònims
Els següents noms científics són sinònims de Dipsacus laciniatus:
- Sinònims homotípics

- Dipsacus fullonum subsp. laciniatus (L.) Thell.
- Dipsacus sylvestris subsp. laciniatus (L.) Berher

- Sinònims heterotípics

- Dipsacus laciniatus var. comosus Nábělek
- Dipsacus microcephalus Martrin-Donos